# HD 140283
HD 140283 – jedna z najstarszych znanych współcześnie gwiazd, której wiek szacowany jest na ok. 12 mld lat. Położona jest w gwiazdozbiorze Wagi w odległości około 190 lat świetlnych od Ziemi. Należy do typu widmowego F, jej obserwowana wielkość gwiazdowa wynosi 7,223m. Z powodu jej wieku nazywana jest nieoficjalnie „gwiazdą Matuzalemem”.

## Nazwa
Akronim „HD” w nazwie gwiazdy oznacza, że została ona skatalogowana przez Henry’ego Drapera w jego przeglądzie nieba. Gwiazda nie ma nazwy potocznej, ale z racji jej wieku bywa nieoficjalnie określana jako „gwiazda Matuzalem”.

## Odkrycie
Gwiazda została zauważona na początku XX wieku z powodu jej bardzo dużej paralaksy. Porusza się ona z prędkością prawie 1,3 miliona kilometrów na godzinę. Widziana z Ziemi potrzebuje zaledwie 1500 lat na przebycie 30 minut kątowych (wielkość Księżyca widziana z Ziemi). Jej ruch własny wynosi 0,13 tysięcznych minuty kątowej na godzinę.

## Charakterystyka
Jest jedną z najstarszych znanych współcześnie gwiazd. Położona jest w gwiazdozbiorze Wagi w odległości około 190 lat świetlnych od Ziemi. Jej obserwowana wielkość gwiazdowa wynosi 7,223m. Temperatura powierzchni gwiazdy wynosi 5777 ± 55 K (należy do typu widmowego F).
Gwiazda ma bardzo niską metaliczność wynoszącą zaledwie [Fe/H] = −2,40 ± 0,10 (mniej niż 1% metaliczności Słońca), składa się prawie wyłącznie z wodoru i helu. Ewolucyjnie gwiazda znajduje się w fazie późnego podolbrzyma w bardzo późnym stadium rozwoju i zaczyna przemieniać się w czerwonego olbrzyma. Bardzo niska, ale niezerowa metaliczność gwiazdy świadczy o tym, że należy ona do gwiazd drugiej populacji. Pierwsze gwiazdy, które uformowały się tuż po Wielkim Wybuchu (gwiazdy trzeciej populacji) składały się wyłącznie z helu i wodoru. Czas życia dużych gwiazd był bardzo krótki i wynosił zaledwie kilka milionów lat, po czym gwiazdy te eksplodowały jako supernowe, rozrzucając przy tym po Wszechświecie wytworzone w ich wnętrzach metale (pierwiastki cięższe od helu i wodoru). HD 140238 powstała tuż po eksplozji pierwszych gwiazd, kiedy we Wszechświecie było jeszcze bardzo małe stężenie metali.
Gwiazda narodziła się w jednej z pierwotnych galaktyk karłowatych, która została zniszczona przez Drogę Mleczną po ich zderzeniu ponad 12 miliardów lat temu.
Wiek gwiazdy szacowany jest na 12 ± 0,5 miliardów lat (dla porównania, wiek Wszechświata wynosi ok. 13,5 miliardów lat). Wcześniejsze szacunki jej wieku z 2018 r. mówiły o 13,7 ± 1,2 mld lat, co zostało skorygowane w 2021 r. Inną bardzo starą znaną gwiazdą jest HE 1523-0901, której wiek oszacowano w 2007 r. na 13,2 miliardów lat, ale ze znacznie większą niepewnością, wynoszącą aż dwa miliardy lat.
Gwiazda jako obiekt siódmej wielkości gwiazdowej nie jest widoczna gołym okiem, ale może być obserwowana przez lornetkę.